# Muerto en combate

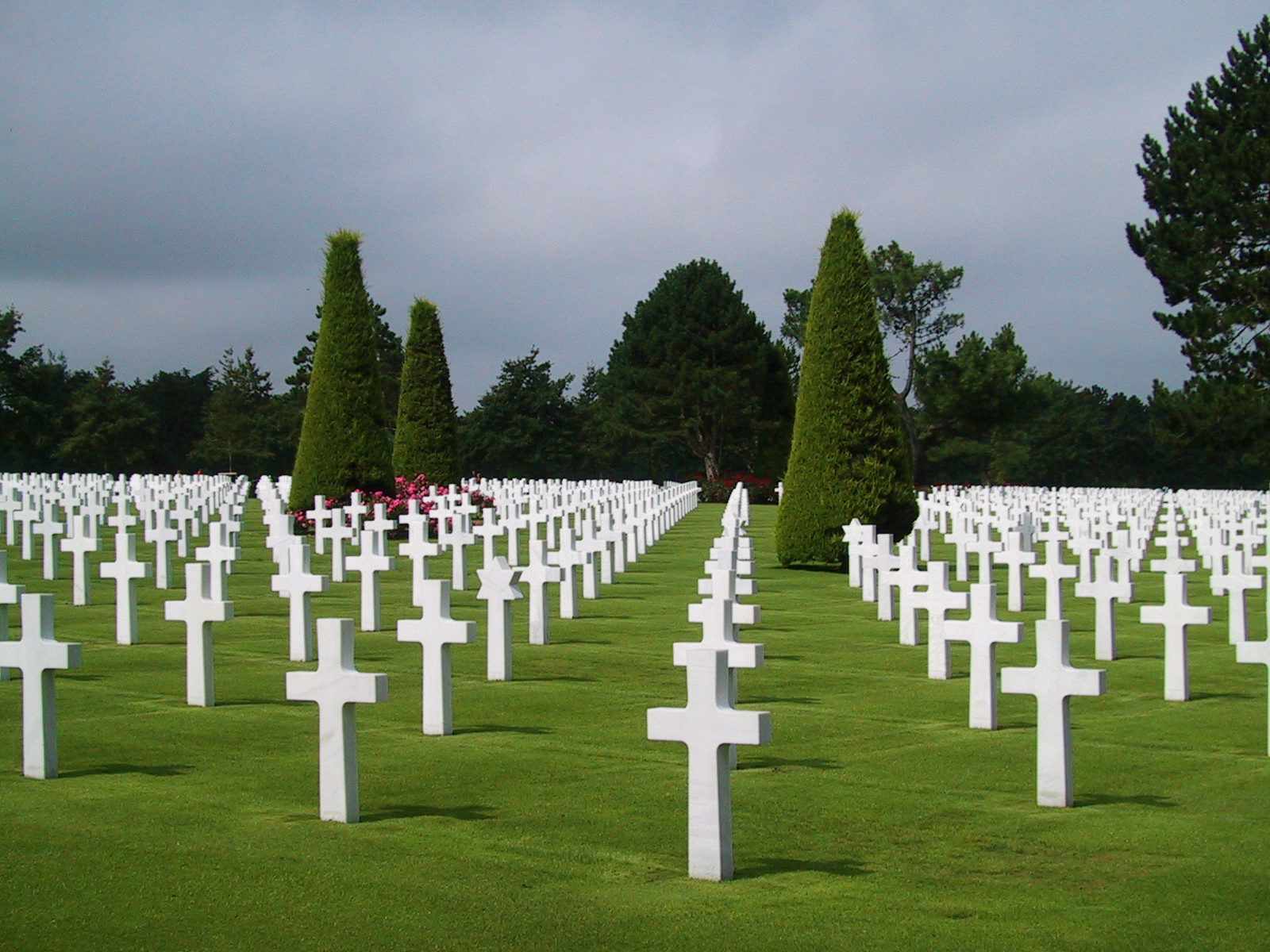
El Cementerio Estadounidense de Normandía, cerca de Colleville-sur-Mer, en Normandía, Francia.

Muerto en combate (en inglés KIA, killed in action) es una clasificación de bajas utilizada frecuentemente por los militares para señalar muertes en sus propias filas provocadas por fuerzas contrarias. Es posible aplicar el término muerto en combate tanto para las tropas que combaten en primera línea como para las unidades navales, aéreas y de apoyo o refuerzo. No suele incluir a fallecidos en accidentes, ataques terroristas u otro tipo de eventos «no hostiles».
El Departamento de Defensa de Estados Unidos, por ejemplo, establece que aquellos declarados KIA no es preciso que hayan disparado sus armas, solo es preciso que hayan muerto a causa de un ataque hostil. Los KIAs incluyen aquellos muertos por fuego amigo en el medio de un combate, pero no de incidentes tales como choques accidentales de vehículos, asesinato u otros eventos  no-hostiles o terrorismo. El término KIA se puede utilizar tanto para las tropas de combate de primera línea y para las tropas navales, aéreas y de soporte. Alguien que es muerto en combate durante un evento particular es identificado como † (daga) al lado de su nombre para hacer referencia a su  muerte en ese evento o eventos.
El término muerto por heridas (en inglés DOW, dead of wounds) puede ser utilizado para militares muertos en centros médicos en o tras el combate, debido a las heridas provocadas en el mismo.

## Otros términos
PKIA significa presumed killed in action (presunto muerto en combate). Este término se utiliza cuando se pierde personal en combate, que inicialmente figura en la lista de desaparecidos en combate (MIA, por sus siglas en inglés), pero que, tras no ser encontrados, posteriormente se presume que no han sobrevivido. Esto es típico de las batallas navales o de los enfrentamientos en otros entornos hostiles en los que es difícil recuperar los cuerpos. Un gran número de soldados muertos en combate quedaron sin identificar en la Primera Guerra Mundial, como John Kipling, hijo del poeta británico Rudyard Kipling, lo que dio lugar a la creación de la Comisión de Tumbas de Guerra de la Commonwealth.

## Definición de la OTAN
La OTAN define muerto en combate o baja en batalla como un combatiente que muere en el acto o que fallece como consecuencia de heridas u otras lesiones antes de llegar a un centro de tratamiento médico o de recibir ayuda de sus compañeros.

## Francia
En Francia, la expresión "muerto por el enemigo" se encuentra en las tarjetas elaboradas después de la Primera Guerra Mundial por la administración de veteranos y hoy conservadas por el Departamento de Memoria, Patrimonio y Archivos y el Servicio Histórico de Defensa del Ministerio de las Fuerzas Armadas (Ministere des Armées). Para que un combatiente sea declarado muerto, dos testigos deben regresar del ataque para dar fe de ello, de lo contrario se declara "desaparecido". La base de datos de "muertos por Francia" en la Primera Guerra Mundial registra una cifra de 1 691 314 anotaciones, con más de 1,3 millones de muertos.
Los dictámenes emitidos por el Ministerio de la Guerra se transmiten al alcalde del municipio de residencia del difunto. El alcalde notifica personalmente a la familia que el soldado ha pedido notificar. La notificación también se notifica a las autoridades militares que llevan el registro de servicio. A partir de ahí, el ayuntamiento puede establecer el certificado de defunción, que permite a la familia abrir la herencia.
La expresión “muerto por el enemigo” se extendió posteriormente a otros conflictos.

## Honores

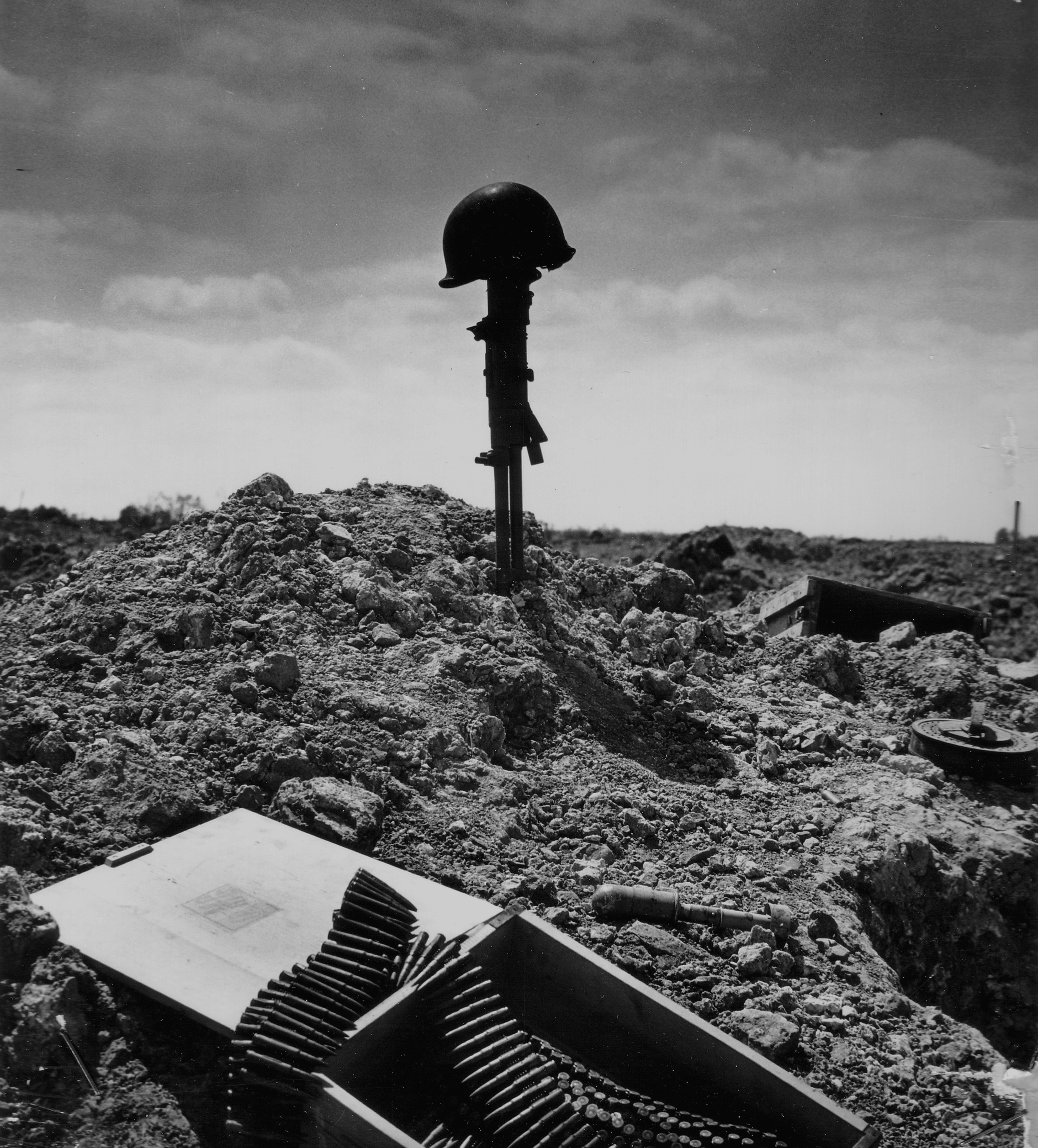
Tumba temporal de un soldado muerto en combate durante la Operación Overlord.

Muchas sociedades veneran los muertos en combate, por supuesto en los países o lugares que los soldados acaecidos defendían. Hay días de recuerdo de los soldados muertos en combate, y hay monumentos en honor a los soldados. Las familias de los muertos en combate, especialmente sus familiares más próximos, a veces reciben un trato preferente, como por ejemplo honores militares, exenciones fiscales y recompensas económicas. Hay ceremonias y premios para los soldados muertos en acción. También hay muros y monumentos conmemorativos para honrar los muertos. Muchos de los muertos son honrados. En el Brasil hay varias asociaciones de excombatientes con ese objeto.
En los cementerios militares se suele indicar en la lápida si el muerto en acción está realmente enterrado o no, ya que en ocasiones los cadáveres no han podido ser recuperados.

## Protocolo en Estados Unidos
El protocolo seguido en el Ejército de los EE. UU. para el manejo del cuerpo de un miembro del servicio que ha muerto en acción (KIA), es un proceso cuidadosamente estructurado y respetuoso, que asegura dignidad, cuidado y respeto hacia el personal caído. El proceso involucra varias etapas clave:
Notificación
Una vez que se confirma que un miembro del servicio ha muerto en acción, el Ejército de los EE. UU. lo identifica (generalmente mediante su Chapa de identificación) y debe notificar a la familia lo antes posible. Esto generalmente se hace por un oficial militar o un oficial de asistencia de bajas (CAO, por sus siglas en inglés), acompañado por un capellán, en persona.
Recuperación y Evacuación
La primera prioridad es la recuperación del cuerpo desde el campo de batalla. Esto lo realizan médicos de combate, personal militar y especialistas capacitados en operaciones de recuperación. El cuerpo se trata con cuidado y respeto. Posteriormente, los restos se transportan a una base de operaciones avanzada o a un punto de recolección mortuoria, donde se realiza un examen inicial. La identificación se realiza mediante placas de identificación, huellas dactilares, ADN u otros medios.
Preparación e Identificación
En un punto de recolección mortuoria o en una instalación central, especialistas forenses realizan un examen minucioso, que incluye la identificación y la documentación necesaria. Se puede realizar una autopsia para determinar la causa de la muerte, lo cual es crucial para los registros oficiales y las notificaciones.
Transferencia a una Mortuoria
Luego, los restos se trasladan por avión desde la ubicación en el extranjero, a menudo a través de un centro de transporte como la Base de la Fuerza Aérea de Dover (DE), donde las Fuerzas Armadas de EE. UU. realizan el proceso de transferencia digna.
Transferencia Digna
Los restos se transfieren con respeto, acompañados de una ceremonia formal en Dover, conocida como la "Transferencia Digna de Restos". Este es un evento solemne en el que el personal militar, los miembros de la familia y el público pueden observar.  Durante la transferencia digna, el cuerpo se cubre con la bandera de los EE. UU., y el personal militar rinde un saludo mientras los restos se cargan en el vehículo de transporte para su posterior procesamiento y traslado a casa.
Regreso a la Familia
Después de que los restos son transportados a la ubicación de la familia, los siguientes pasos implican notificar a la familia y ofrecer asistencia para los arreglos funerarios. La familia recibe apoyo a través del Programa de Asistencia de Bajas (CAP, por sus siglas en inglés), que incluye la planificación y logística del funeral. El Ejército ofrece honores militares completos en el funeral, lo cual puede incluir una ceremonia de doblado de la bandera, una salva de 21 cañonazos, la interpretación de "Taps" y la presentación de la bandera de los EE. UU. al siguiente de los parientes cercanos.
Reconocimiento Póstumo
Al miembro del servicio se le pueden otorgar medallas o distinciones póstumas, que se entregan a la familia. Además del funeral, el Ejército puede llevar a cabo servicios conmemorativos para honrar el sacrificio y el servicio del miembro del servicio.

## Compensación en Estados Unidos
El gobierno de Estados Unidos tiene en funcionamiento un programa de gratificación por defunción prevé un pago especial libre de impuestos de 100.000 dólares (2020) a los supervivientes de miembros de las Fuerzas Armadas que reúnan los requisitos necesarios y que fallezcan durante el servicio activo o mientras prestan servicio en determinados estados de reserva. La gratificación por defunción es la misma independientemente de la causa del fallecimiento.
Desde hace mucho tiempo, la finalidad de la gratificación por defunción ha sido proporcionar un pago inmediato en efectivo para ayudar a los supervivientes de miembros fallecidos de las Fuerzas Armadas a satisfacer sus necesidades económicas durante el periodo inmediatamente posterior al fallecimiento de un miembro y antes de que otras prestaciones para supervivientes, en su caso, estén disponibles.
La gratificación por defunción se abona por el fallecimiento de miembros en situación de reserva mientras realizan viajes autorizados hacia o desde el servicio activo, mientras se encuentran en formación en servicio inactivo, o mientras realizan viajes autorizados directamente hacia o desde el servicio activo para formación o formación en servicio inactivo, así como, a los miembros de los programas de formación de oficiales de la reserva que fallezcan mientras estén cumpliendo el deber de formación anual bajo órdenes durante un periodo superior a 13 días o mientras estén realizando un viaje autorizado hacia o desde dicho deber, a los solicitantes de ingreso en los cuerpos de formación de oficiales de la reserva que fallezcan mientras estén realizando un viaje hacia o desde un entrenamiento de campo o un crucero de prácticas y a las personas que viajen hacia o mientras se encuentren en un lugar de aceptación para el ingreso en el servicio activo.